# Sera Markoff
Sera Markoff (* 6. Juli 1971 in Minneapolis, USA) ist eine US-amerikanische Astrophysikerin und Physikprofessorin an der Universität Amsterdam.

## Werdegang
Sera Markoff studierte Physik am Massachusetts Institute of Technology, wo sie 1993 ihr Bachelorstudium abschloss. Im Jahre 1996 erwarb sie ihren Master-Abschluss in Physik von der University of Arizona im Bereich Theoretische Astrophysik. Dort promovierte sie, ebenfalls im Bereich Theoretische Astrophysik, im Jahr 2000.

## Forschung
Markoffs Forschung konzentriert sich auf den Grenzbereich von Astrophysik und Teilchenphysik. Insbesondere beschäftigt sie sich dabei mit den Vorgängen in der direkten Umgebung kompakter Objekte wie Schwarzer Löcher. Sie ist Mitglied einer Reihe großer Forschungskollaborationen: des Low-Frequency ARay (LOFAR), des Cherenkov Telescope Array und des Event Horizon Telescope.
Sie war einer von vier Vertretern der Event Horizon Telescope-Gruppe, die am 10. April 2019 in einer Pressekonferenz im National Press Club in Washington, D.C. bekanntgab, der Gruppe sei es gelungen, die erste Aufnahme eines Schwarzen Loches anzufertigen, nämlich des supermassereichen Schwarzen Loches im Zentrum der elliptischen Galaxie Messier 87.

## Auszeichnungen und Ehrungen
- Mitglied der Königlich Niederländischen Akademie der Wissenschaften
- Ernennung zum Editor der Fachzeitschrift Astroparticle Physics[5]
- Beatrice M. Tinsley Centennial Visiting Professorship University of Texas at Austin 2015[2]
- Fellow der American Physical Society 2014[6]
- VICI Award 2015[7]
- VIDI Personal Career Award 2007[2]